# Phenix City
|  | Aquest article tracta sobre la ciutat d'Alabama. Si cerqueu la ciutat de Virgínia, vegeu «Phenix (Virgínia)». |

 Phenix City és una població dels Estats Units a l'estat d'Alabama. Segons el cens del 2006 tenia 30.067 habitants. La ciutat s'estén fins a la ribera del Chattahoochee per la banda est, i encaixa amb la ciutat més gran de Columbus, a l'altra banda del riu, a l'estat de Geòrgia.

## Demografia
Segons el cens del 2000, Phenix City tenia 28.265 habitants, 11.517 habitatges, i 7.566 famílies. La densitat de població era de 443,6 habitants/km².
Dels 11.517 habitatges en un 31,7% hi vivien nens de menys de 18 anys, en un 39,4% hi vivien parelles casades, en un 22,1% dones solteres, i en un 34,3% no eren unitats familiars. En el 30,4% dels habitatges hi vivien persones soles l'11,5% de les quals corresponia a persones de 65 anys o més que vivien soles. El nombre mitjà de persones vivint en cada habitatge era de 2,4 i el nombre mitjà de persones que vivien en cada família era de 2,99.
Per edats la població es repartia de la següent manera: un 26,3% tenia menys de 18 anys, un 9,6% entre 18 i 24, un 28,7% entre 25 i 44, un 21,2% de 45 a 60 i un 14,2% 65 anys o més.
L'edat mediana era de 35 anys. Per cada 100 dones hi havia 86,2 homes. Per cada 100 dones de 18 o més anys hi havia 80,4 homes.
La renda mediana per habitatge era de 26.720 $ i la renda mediana per família de 33.740 $. Els homes tenien una renda mediana de 28.906 $ mentre que les dones 21.348 $. La renda per capita de la població era de 14.619 $. Aproximadament el 18,8% de les famílies i el 21,3% de la població estaven per davall del llindar de pobresa.

## Poblacions properes
El següent diagrama mostra les poblacions més properes.